# Visual Basic .NET
Visual Basic .NET, ofta tidigare kallat VB.NET, eller numera oftast bara Visual Basic, är ett objektorienterat programspråk utvecklat av Microsoft som en del av .NET-plattformen. Det lanserades 2002 som en ersättare till Microsofts Visual Basic 6.0, som var ett icke-objektorienterat språk. 
Microsofts integrerade utvecklingsmiljö (IDE) för utveckling i Visual Basic är Visual Studio. Microsoft erbjuder totalt tre språk i .NET-plattformen: C#, F# och Visual Basic.
Exempel på klassisk Visual Basic:
```
  
Private
 
Sub
 
Command1_Click
()

     
MsgBox
 
"Hello, World"

  
End
 
Sub

```

Exempel på Visual Basic .NET:
```
  
Private
 
Sub
 
button1_Click
(
ByVal
 
sender
 
As
 
System
.
Object
,
 
ByVal
 
e
 
As
 
System
.
EventArgs
)
 
Handles
 
button1
.
Click

        
MessageBox
.
Show
(
"Hello, World"
)

  
End
 
Sub

```